# Lagidium
Lagidium és un gènere de rosegadors de la família dels xinxíl·lids que inclou quatre espècies conegudes. Els representants d'aquest grup tenen una dieta herbívora.

## Taxonomia
- L. ahuacaense
- L. peruanum
- L. viscacia
- L. wolffsohni